# Edu Oriol
Eduard Oriol Gracia, plus connu comme Edu Oriol, né le 5 novembre 1986 à Cambrils (province de Tarragone, Espagne), est un footballeur espagnol qui joue au poste de milieu de terrain droit. Depuis 2016, il joue au CD Tenerife.

## Biographie

### Carrière
Edu Oriol se forme dans les catégories inférieures du CF Pobla de Mafumet, équipe filiale du Gimnàstic de Tarragone. Il joue ensuite pendant une saison avec l'UE Sant Andreu en Segunda División B. 
En 2009, il rejoint le FC Barcelone B. Puis, en juin 2011, il signe au Real Saragosse, équipe évoluant en première division espagnole. Il joue 39 matchs en Liga avec le Real Saragosse, inscrivant deux buts.
Après des passages en Azerbaïdjan, à Chypre, en Angleterre et en Roumanie, il rejoint en juin 2016 le CD Tenerife.

### Liens familiaux
Sa famille du côté maternel provient de la localité d'Espejo en Andalousie où il se rend chaque été pour les vacances.
Son frère jumeau Joan Oriol est également footballeur.

## Palmarès
- Vainqueur de la Supercoupe d'Azerbaïdjan en 2013 avec le Khazar Lankaran.